# Havlíčkův Brod (distrito)

Havlíčkův Brod é um distrito da República Checa na região de Vysočina, com uma área de 1.265 km² com uma população de 9.504 habitantes (2002) e com uma densidade populacional de 8 hab/km².